# Per Nordenfelt (läkare)
Per Johan Nordenfelt, född 19 augusti 1906 i Stockholm, död 29 augusti 1988 i Djursholm, var en svensk barnläkare. Han var son till ingenjör Per Nordenfelt.
Efter studentexamen i Stockholm 1924 studerade Nordenfelt vid Karolinska Institutet och blev 1927 medicine kandidat och 1933 medicine licentiat. Nordenfelt hade förordnanden bland annat i anatomi 1926-1927, i medicin vid Garnisonssjukhuset i Stockholm 1933–1934, i pediatrik vid Sachska barnsjukhuset 1934–1935, vid Barnsjukhuset Samariten 1935–1937, vid Norrtulls sjukhus 1938 och vid Stockholms epidemisjukhus 1939–1940. Han var poliklinikläkare vid Barnsjukhuset Samariten 1941–1947. Från 1940 innehade han privatpraktik i Stockholm. Nordenfelt skrev ett tjugotal arbeten i olika pediatriska ämnen samt den populärmedicinska boken Friskare, gladare barn (1945), och gjorde sig känd som livlig förespråkare för barnaålderns förebyggande hygien. Bland annat gjorde han uppmärksammade inlägg för småbarnens fot- och skohygien samt mot biografernas barnmatinéer. Han var ledamot av 1946 års kommitté för den halvöppna barnavården.